# Dingy-en-Vuache
Dingy-en-Vuache é uma comuna francesa na região administrativa de Auvérnia-Ródano-Alpes, no departamento da Alta Saboia. Estende-se por uma área de 7.18 km². Em 2010 a comuna tinha 718 habitantes (densidade: 100 hab./km²).